# Pujols-sur-Ciron
Pujols-sur-Ciron é uma comuna francesa na região administrativa da Nova Aquitânia, no departamento da Gironda. Estende-se por uma área de 7,55 km². Em 2010 a comuna tinha 811 habitantes (densidade: 107,4 hab./km²).